# Marc van Gale
Marc van Gale (* 15. September 1986; bürgerlicher Name Marco Töpfer) ist ein deutscher DJ und Musikproduzent.

## Biografie
Marc van Gale begann im Alter von 11 Jahren damit, Platten aufzulegen und kam zum ersten Mal mit dem DJing in Kontakt. Fünf Jahre später legte er als DJ4T das erste Mal in großen Clubs auf. Seine ersten Veröffentlichungen tätigte er gemeinsam mit Melodic Culture unter dem Namen Plastic Illusion.
2003 entschied er sich, mit dem Produzieren von eigenen Titeln und Remixes anzufangen und arbeitete sich bis 2004 einen eigenen Stil aus, welcher sich am Trance orientiert. Nach einer einjährigen Pause kehrte er mit einem Beitrag in der Show Hire & Fire (92% Hire) auf Radio Sunshine Live zurück und konzentrierte sich wieder mehr auf seine Musik.
2005 veranstaltete das Event New Style Perspective zur Unterstützung krebskranker Kinder. Das Event und das damit folgende Comeback markierten gleichzeitig den Start seines Aufstiegs. Mittlerweile wuchs NewStyle Perspective zu einer Kapitalgesellschaft heran, welche eine beliebte Anlaufstelle für Musiker aus aller Welt geworden ist. NewStyle Perspective vereint seit 2012 alles unter einem Dach. Von Booking Agentur und Record Label, über Management & Marketing bis hin zum DJ & Producing Unterricht.
Marc van Gale legte in Diskotheken, Clubs und auf Festivals, gemeinsam mit Künstlern wie Paul van Dyk, Ronski Speed, Talla 2XLC, Mike Candys, Purple Stories, Niels van Gogh und TranzLift auf.
Seit 2007 moderiert er die Radioshow Digital Collective auf 1mix.co.uk (Großbritannien) und Syke.fm (Finnland).
2009 erreichte er den 314. Platz von The DJ List und im folgenden Jahr erhielt er Auszeichnungen von The DJ Mag und erreichte eine Platzierung in der TrackItDown DJ Top 100.
Er wurde 2008 als DJing & Producing Trainer in der VibrA School of DJing aufgenommen, sein Wissen gab er bis 2012 an junge Talente weiter.
2010 legte er als Special Guest auf dem Tag Der Sachsen Festival auf. Weitere internationale Auftritte folgten.
2011 folgte die erste Veröffentlichung unter seinem eigenen Namen, dabei handelte es sich um einen Remix von Armin van Buurens Titel Serenity. Außerdem wurde im Rahmen des Projekts Marc van Gale feat Jens S. der Titel Far Away bei Only Trance Records veröffentlicht, welche sogar in den Top 10 der Beatport.com-Charts mitmischte. Ende 2011 sicherte er sich den 204. Platz von The DJ List. 2012 sowie 2015 folgten weitere erfolgreiche Veröffentlichungen auf diversen internationalen Labels.
2016 schlossen sich Marc van Gale und Ronski Speed für gemeinsame Projekte zusammen und touren seitdem als Ronski Speed b2b Marc van Gale durch die internationalen Clubs und Festivals. Ihre gemeinsame Kollaboration „Loco in Acapulco“ wurde 2016 auf dem Label Coldharbour Recordings veröffentlicht.

## Diskografie

### Veröffentlichungen
- Marc van Gale feat. Jens S. – Far Away (2011) [Only Trance Records, Venezuela][5]
- Marc van Gale – Hybrid (2012) [Only Trance Records, Venezuela]
- Marc van Gale & ASKII – Rising (2013) [NewStyle Perspective Recordings, Germany]
- Marc van Gale – Hunter (2013) [Only Trance Records, Venezuela]
- Marc van Gale – Legacy (2014) [NewStyle Perspective Recordings, Germany]
- Marc van Gale – Brisky Sky (2015) [NewStyle Perspective Recordings, Germany]
- Marc van Gale – ID 3.0 (2015) [A Tribute To Life Sublabel of Black Hole Recordings, Germany]
- Marc van Gale & ASKII – Phoenix (2016) [NewStyle Perspective Recordings, Germany]
- Ronski Speed & Marc van Gale – Loco In Acapulco (2016) [Coldharbour Recordings, USA]
- Marc van Gale feat. Jens S. - Butterfly (2017) [Appointed Recordings, USA]
- Marc van Gale feat. Jens S. - Don’t Look Back (2017) [Appointed Recordings, USA]
- Marc van Gale - Uncharted Me (2017) [Suanda Music, RUS]
- Marc van Gale - Spirit Of Kyiv (2017) [Maraphobia, DEN]
- Marc van Gale - Midnight Faces (2017) [Maraphobia, DEN]
- Marc van Gale - B52 (2017) [Maraphobia, DEN]
- Marc van Gale - Trinity (2017) [Maraphobia, DEN]
- Arctic Quest & Marc van Gale - Raw (2017) [Coldharbour Recordings, USA]
- Marc van Gale - Infinite Afterlife (2017) [NewStyle Perspective Recordings, Germany]
- Marc van Gale - Top Of The Sky (2018) [Maraphobia, DEN]
- Marc van Gale - Mumbai Taxi (2018) [Maraphobia, DEN]
- Marc van Gale - Demerged Evil (2018) [Auditory Recordings, UK]
- Marc van Gale - Last Sunrise (2018) [Maratone Music, DEN]
- Marc van Gale - Watching You (2018) [NewStyle Perspective Recordings, Germany]
- Marc van Gale & Xpher - Requiem (2018) [Maratone Music, DEN]
- Marc van Gale - Demogorgon (2018) [Auditory Recordings, UK]
- Marc van Gale - Best Of E.P. (2018) [NewStyle Perspective Recordings, Germany]
- Marc van Gale - Watergate (2018) [Maratone Music, DEN]

### Remixes
- The Thrillseekers – The Last Time (Marc van Gale Mix)
- Armin van Buuren – Serenity (Marc van Gale Rework) [World 2 Media] (2011)
- Savid – Skyline (Marc van Gale vs. Kenneth Baldrin Remix)
- Ben Hamza – Taking On The World (Marc van Gale Remix) [Only Trance Records] (2011)
- Cyberian Soundz – Without Limitations (Marc van Gale Remix)
- Szeifert & Krasch – 100 Miles From Home (Marc van Gale Weekend Mix) [Tuned 1N Records, UK] (2012)
- ASKII & DJ Roxy – Inside A Dream (Marc van Gale Remix) [D.Max Deep] (2013)
- Orivian & Physical Phase – Discovery (Marc van Gale Remix) [Equinox Recordings] (2015)
- Dreamstate & Bluespark – Run To Heaven (Marc van Gale & ASKII Remix) [NewStyle Perspective Recordings] (2015)
- ASKII – Every Day, Every Second (Marc van Gale Summer Remix) [NewStyle Perspective Recordings] (2015)
- Anna Lee – U-156 (Marc van Gale Remix) [A Tribute To Life Sublabel of Black Hole Recordings, Germany] (2016)
- DJ T.H. – Nocturnal Creature (Marc van Gale Remix) [Redux Recordings, Germany] (2016)

### Kompilationen
- Epic & Massive Vol II [Straight Up!, North America]
- Best of Trance Vol 1. [World 2 Media]
- Trance & Emotions Vol. IV [Trance & Techno Essentials]
- Black Hole Amsterdam Dance Event 2015 [Black Hole Recordings]
- Coldharbour Selections 42 [Coldharbour Recordings]
- Global DJ Broadcast - Top 20 February 2017 [Coldharbour Recordings]
- Coldharbour Miami 2017 Exclusive Sampler [Coldharbour Recordings]
- Suanda Music Radio Top 20 (June 2017) [Suanda Music]
- Festival Anthems, Vol. 2 [Suanda Music]
- Base Hits, Vol. 2 [Suanda Music]
- Suanda Music Radio Top 20 (July / August 2017) [Suanda Music]
- Summer Trance 2017 [Suanda Voice]
- Ibiza Trance 2017 [Trancemission]
- EDM Base, Vol. 3 [Suanda Music]
- 1 Year Suanda Base [Suanda Base]
- Club Hits, Vol. 4 [Suanda Music]
- Coldharbour Selections 43 [Coldharbour Recordings]
- The Best Of Suanda Base 2017 - Mixed By Ahmed [Suanda Base]
- EDM Hits, Vol. 3 [Suanda Music]
- 2018 Winter Selections [CMG Albums]
- Miami Hits 2018 [Suanda Base]
- Grotesque Spring Essentials 2018 [Black Hole Recordings]
- Dance Hits Vol. 4 [Suanda Base]
- Progressive Selections Vol. 4 [LW Recordings]
- Summer Hits 2018 [Suanda Voice]
- Ibiza Sessions 2018 [Maratone Music]
- Underground Trance Essentials Vol. 1 [LW Recordings]
- Summer Sounds 2018 [Maratone Music]
- Progressive Club Sounds Vol. 1 [Maratone Music]
- Trance in Space Vol 6. [Andorfine Records]

## Platzierungen
- 2009: Platz 314. in „The DJ List“
- 2011: Platz 204. in „The DJ List“